# Paraliparis tetrapteryx
Paraliparis tetrapteryx és una espècie de peix pertanyent a la família dels lipàrids.

## Descripció
- Fa 14,2 cm de llargària màxima.[5][6]

## Hàbitat
És un peix marí i batidemersal que viu entre 330 i 843 m de fondària.

## Distribució geogràfica
Es troba a l'oceà Antàrtic: illa de Geòrgia del Sud.

## Observacions
És inofensiu per als humans.